# Kataragama
Kataragama även Katharagama, och Katirkamam (tamil கதிர்காமம், singalesiska කතරගම) är en stad i Sri Lanka och en populär regional vallfartsort för buddhister, hinduer, muslimer och inhemska vedda samhällen från Sri Lanka och södra Indien. Intill staden finns Yala nationalpark.

## Etymologi
Vissa forskare härleder Kataragama från Karthikeya Grama, vilket bokstavligen betyder "byn Kartikeya", som i pali förkortades som Kājaragāma och senare utvecklades det till Kataragama. 
Den bokstavliga singalesiska betydelsen av Kataragama är "byn i öknen", på grund av dess läge i ett torrt område. Katagarama härstammar från orden "katara" som betyder "öken" och "gama" som betyder "by". Enligt en folketymologi sägs det tamilska namnet Kathirkāmam ha utvecklats från kombinationen av två ord "kathir" (som betyder "ljusets ära") och "kāmam" ("kärlek"), som enligt legenden är "där Murugans ljus blandades med kärleken av Valli".
Det inhemska Veddafolket brukade hänvisa till denna gud som O 'Vedda eller Oya Vedda, vilket betyder "flodjägare". De srilankesiska muslimerna som besöker denna plats hyllar ett muslimskt helgon, känt som Al-Khidr, som enligt dem gav sitt namn till den islamiska helgedomen på denna plats.

## Förhistorisk tid
I Kataragamas har man funnit bevis för mänsklig bosättning för minst 125 000 år sedan. Det finns också bevis för mesolitiska och neolitiska bosättningar.

## Historisk tid
Kataragama fungerade som huvudstad för ett antal kungar i Ruhunariket. Många kungar från norr tog sin tillfykt dit, när norr invaderades av sydindiska riken. Man tror att området övergavs runt 1200-talet
Baserat på arkeologiska fynd tror man att Kiri Vehera kan ha renoverats under det första århundradet f.Kr. Det finns många andra inskriptioner och ruiner. Vid 1500-talet hade helgedomen Kataragama devio i Kataragama blivit synonym med Skanda-Kumara, som var en väktare från sinhalabuddhismen. Staden var populär som en pilgrimsfärd för hinduer från Indien och Sri Lanka på 1400-talet. Gudomens popularitet vid Kataragama-templet registrerades av palikrönikorna i Thailand, som Jinkalmali, på 1500-talet. Det finns buddhistiska och hinduiska legender som tillskriver orten övernaturliga händelser. Forskare som Paul Younger och Heinz Bechert spekulerar i att ritualer som praktiseras av de infödda prästerna i Kataragamas templ vittnar om veddafolkets försoningsideal. Därför tror de att detta ideal togs över av buddhisterna och hinduerna under medeltiden.